# Юлія Цезар Молодша
Юлія Цезар Молодша (лат. Julia Caesaris Minor), (101 до н. е. — 51 до н. е.) — молодша з двох старших сестер Юлія Цезаря, дружина Марка Атія Бальба, бабуся імператора Октавіана по жіночій лінії.

## Походження
Юлія народилася в 101 до н. е. у патриціанській сім'ї Гая Юлія Цезаря старшого, претора 92 до н. е. і Аврелії Котта. Вона була другою дитиною в сім'ї після Юлії Цезар Старшої. Через рік після неї в сім'ї народився хлопчик — Юлій Цезар.

## Шлюб
Приблизно в 82 до н. е. Юлія виходить заміж за представника плебейського роду Атіїв, Марка Атія Бальба, двоюрідного брата Помпея Великого по материнській лінії. У шлюбі вона народжує трьох дочок — Атію Бальбу Приму, Атію Бальбу Цезонію, що вийшла заміж за Гая Октавія та стала матір'ю Октавіана, і Атію Бальбу Терцію. Вона прожила в шлюбі з Атієм до 52 до н. е., коли він помер.
Юлія ненадовго пережила свого чоловіка і померла в 51 до н. е. На її похороні дванадцятирічний Октавіан отримав свій перший ораторський досвід, прочитавши блискучу похоронну промову. Юлія мала також теплі стосунки зі своїм братом — Юлієм Цезарем.